# Markus Meckel

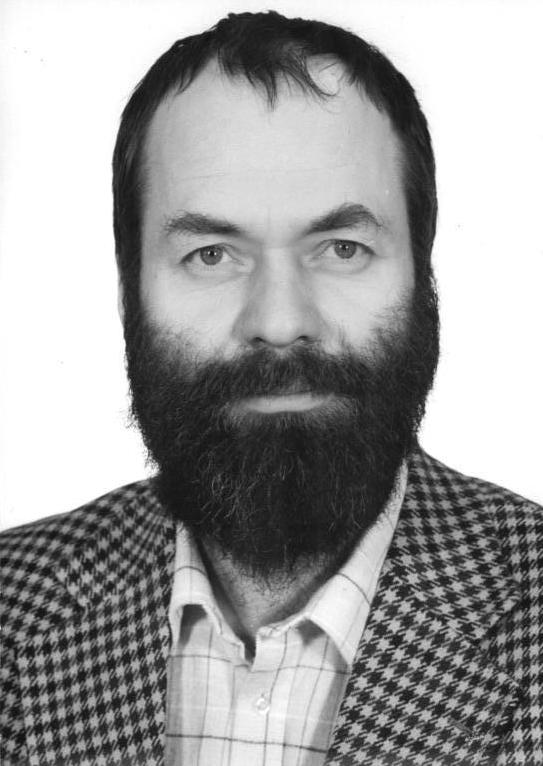
Markus Meckel

Markus Meckel (18 d'agost 1952, Müncheberg vora Frankfurt der Oder, Brandenburg) és un polític alemany del SPD. El 1978 estudià teologia a Naumburg (Saale) i Berlín, i es va relacionar amb cercles de l'oposició anticomunista alemanya. El 1982 fou vicari protestant a Müritz i el 1988 organitzà diversos grups ecumènics a Magdeburg. Del 12 d'abril al 20 d'agost del 1990 fou ministre d'afers exteriors a la República Democràtica Alemanya al govern de Lothar de Maizière, el primer escollit democràticament. Del 2000 al 2002 fou president de la comissió d'afers exteriors i vicepresident de l'Assemblea de l'OTAN. Actualment és diputat de l'ala moderada del SPD i membre de les delegacions del Bundestag que organitzen diàlegs amb els dissidents de Cuba i altres països.